# Paseo del Bajo
O Paseo del Bajo é uma via que margeia cinco bairros da Comuna 1 da cidade argentina de Buenos Aires. Com cerca de 7,1 km de extensão, margeia os quatro diques de Puerto Madero e o Porto de Buenos Aires. Estende-se desde o encontro da Ruta Nacional 1 com a Autopista 25 de Mayo até a Autopista Dr. Arturo Umberto Illia. Os bairros margeados pela via são: Monserrat, Puerto Madero, Retiro, San Nicolás e San Telmo.
A via, que teve suas obras iniciadas em janeiro de 2017, foi inaugurada no dia 27 de maio de 2019. A construção do Paseo del Bajo demandou um investimento de US$ 650 milhões, recurso esse proveniente do Governo da Cidade de Buenos Aires, da Agência de Administração de Bens do Estado (AABE) e da Corporação Andina de Fomento (CAF). Junto com a implementação da via e o rearranjo do trânsito na área central de Buenos Aires, foram estabelecidos novos calçadões e praças, incluindo uma escadaria passando sobre o Paseo del Bajo que possibilita o tráfego de pessoas a pé desde a Plaza de Mayo até o bairro de Puerto Madero.